# Joey Thomas
Joseph Elleweyn Thomas, detto Joey (Seattle, 29 agosto 1980), è un giocatore di football americano statunitense che è attualmente free agent.

## Carriera professionistica
Stagione 2004
Selezionato come 70a scelta dai Green Bay Packers, ha giocato 14 partite di cui nessuna da titolare facendo 19 tackle"record personale" di cui 18 da solo, una deviazione difensiva e ha forzato un fumble.
Stagione 2005
Ha giocato 6 partite di cui una da titolare facendo 14 tackle di cui 11 da solo e 3 deviazioni difensive"record personale" poi è passato ai New Orleans Saints dove ha giocato 5 partite di cui nessuna da titolare facendo un tackle assistito.
Stagione 2007
Passa ai Dallas Cowboys ma solo con la squadra di riserva.
Stagione 2008
Passa ai Miami Dolphins dove ha giocato 6 partite di cui nessuna da titolare facendo 4 tackle da solo.
Stagione 2009
Non è mai sceso in campo.
Stagione 2010
È diventato unrestricted free agent. Il 30 aprile ha firmato con i Raiders. Il 4 settembre è stato tagliato per poi esser messo il giorno dopo nella lista degli infortunati a causa si una commozione cerebrale. Il 5 ottobre è stato di nuovo svincolato.

## Vittorie e premi
Nessuno